# ゴールドハップ難民キャンプ
ゴールドハップ難民キャンプ（ Goldhap refugee camp, ネパール語: गोलधाप शरणार्थी शिविर; Goldhāp śaraṇārthī śivira）は、ネパール東部に位置するブータン難民の難民キャンプ

## 参照
1. ↑  Montanari, Armando (2002). Human mobility in a borderless world?. Società Geografica Italiana. p. 269. ISBN 9788888692005